# Akim Djaha
Akim Djaha (né le 14 septembre 1998 à Bordeaux) est un footballeur international comorien évoluant au poste de défenseur latéral polyvalent pour le FC Martigues ainsi qu'avec la sélection des Comores. Il a aussi la nationalité française.

## Biographie

### Préformation
En 2011, il intègre le pôle espoirs de Talence, pour deux ans de préformation.

### Carrière en club
Akim Djaha joue en équipe de jeunes au Angers SCO lorsqu'il intègre en 2016 le Trélissac FC en National 2. Il rejoint ensuite le Vannes OC en 2020, toujours en National 2. Le 8 juin 2021, il signe un contrat au FC Martigues.

### Carrière internationale
Akim Djaha est appelé pour la première fois en sélection nationale comorienne pour le tour de qualification de la Coupe arabe de la FIFA 2021 contre la Palestine à Doha le 24 juin 2021. Il est titulaire lors de ce match où les Comoriens s'inclinent largement sur le score de 5 à 1, échouant donc à se qualifier pour la phase finale prévue à la fin de l'année.